# Ларсен, Оливер
Оливер Йоаким Ларсен (дат. Oliver Joakim Larsen; род. 25 декабря 1998, Ольборг, Северная Ютландия) — датский хоккеист, защитник.

## Карьера
Начинал заниматься хоккеем в родном Ольборге. На серьезном уровне дебютировал в датской команде "Оденсе Бульдогс". В 2017 году Ларсен переехал в соседнюю Швецию, где он выступает за различные коллективы из подэлитной лиги - Алсвенскана.

## Сборная
Оливер Ларсен выступал за юношескую и молодежную сборную страны. В 2019 году он дебютировал за основную национальную команду Дании на чемпионате мира в Словакии.

## Достижения
- Обладатель Кубка Дании: 2016.